# Nucléoside
Ne doit pas être confondu avec Nucléosome ou Nucléotide.
Les nucléosides sont des glycosylamines constituées d'une base nucléique liée à l'atome de carbone anomérique d'un résidu de pentose, généralement du ribose (ribonucléoside) ou du désoxyribose (désoxyribonucléoside), par une liaison N-glycosidique depuis l'atome d'azote N1 d'une pyrimidine ou l'atome N9 d'une purine. L'adénosine, la cytosine, la guanosine, l'inosine, la thymidine et l'uridine sont des nucléosides parmi les plus courants en biochimie.

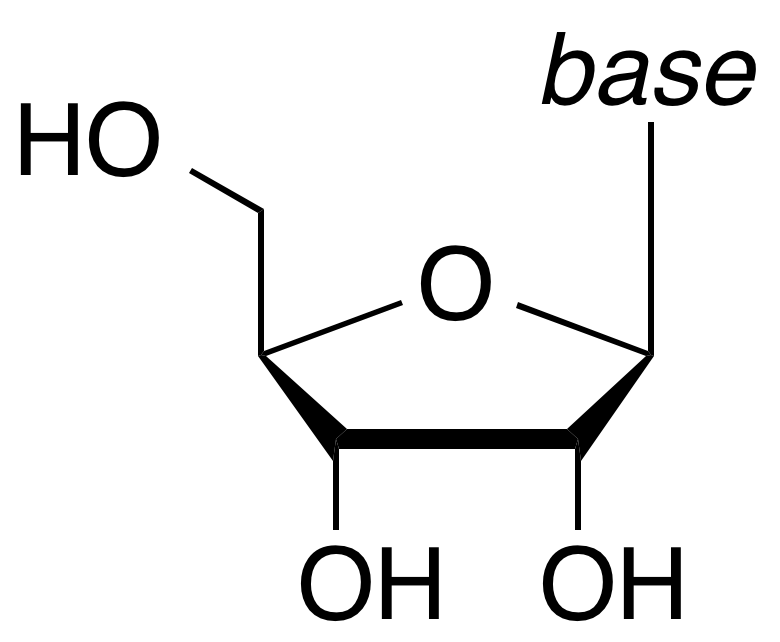
Structure générique d'un ribonucléoside.
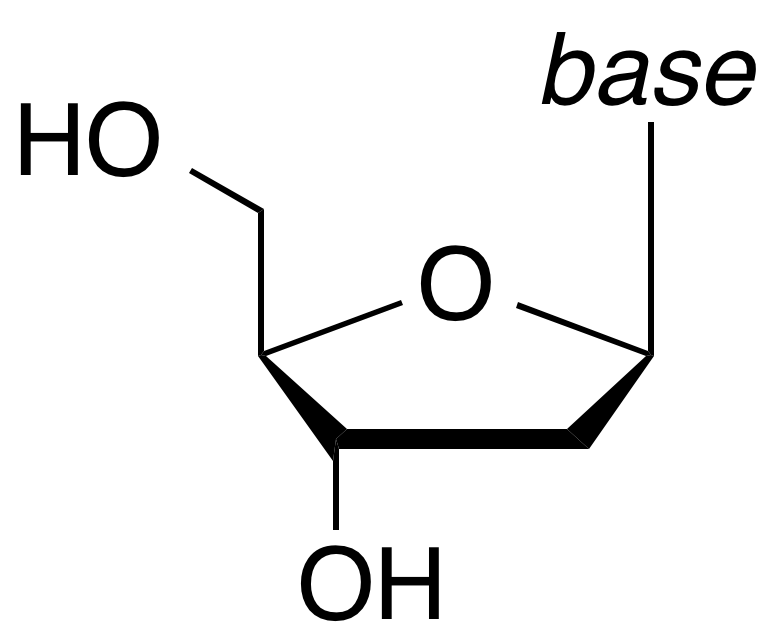
Structure d'un désoxyribonucléoside

Dans les cellules, les nucléosides peuvent être phosphorylés par des kinases spécifiques, permettant la formation des nucléotides par liaison d'un groupe phosphate au nucléoside. Les nucléotides sont les monomères constitutifs des acides nucléiques, c'est-à-dire de l'ADN et de l'ARN.
| Type de base nucléique | Base nucléique                                         | Ribonucléoside    | Désoxyribonucléoside |
| ---------------------- | ------------------------------------------------------ | ----------------- | -------------------- |
| Bases puriques         | Adénine : 6-aminopurine (ou 1,6-dihydro-6-iminopurine) | Adénosine A       | Désoxyadénosine dA   |
| Bases puriques         | Guanine : 2-amino-6-oxopurine                          | Guanosine G       | Désoxyguanosine dG   |
| Bases pyrimidiques     | Thymine : 5-méthyl-2,4-dioxopyrimidine                 | Ribothymidine m5U | Thymidine T          |
| Bases pyrimidiques     | Uracile : 2,4-dioxopyrimidine                          | Uridine U         | Désoxyuridine dU     |
| Bases pyrimidiques     | Cytosine : 4-amino-2-oxopyrimidine                     | Cytidine C        | Désoxycytidine dC    |

Les nucléosides peuvent être formés par des voies de novo (en), notamment dans le foie, mais sont surtout apportés par l'alimentation après clivage de nucléotides (par exemple, la thymidine monophosphate) en phosphate et nucléoside (par exemple, la thymidine). Les nucléosides sont ensuite clivés dans le lumen du tube digestif, par exemple par des purine nucléoside phosphorylases, pour donner des bases nucléiques et du ribose ou du désoxyribose. Les nucléotides peuvent également être clivés dans les cellules en bases nucléiques et ribose-1-phosphate ou désoxyribose-1-phosphate.
En médecine, différents analogues des nucléosides sont utilisés comme agents antiviraux ou anticancéreux. En biologie moléculaire, des sucres autres que les riboses et désoxyriboses sont utilisés pour produire des analogues de nucléosides plus résistants à l'hydrolyse (LNA, morpholino, PNA) ou encore pour les réactions de séquençage qui utilise des didésoxyribonucléotides.
Les nucléotides triphosphates (NTP) sont les produits riches en énergie résultant de la plupart des voies métaboliques génératrices d'énergie. Les principaux sont l'ATP et le GTP (nucléotides puriques), le CTP, l'UTP et le dTTP (nucléotides pyrimidiques).